# Manhattan (Kansas)
Manhattan è una città degli Stati Uniti d'America, capoluogo della Contea di Riley nello Stato del Kansas. 
È situata alla confluenza dei fiumi Kansas e Big Blue, un'ora ad ovest di Topeka; una piccola parte della cittadina si estende nella vicina Contea di Pottawatomie.
Fondata nel 1855 dalla "New England Emigrant Aid Company" fu originariamente chiamata Boston ma a seguito dell'insediamento di coloni venuti dall'Ohio assunse l'attuale nome, cui si deve anche il soprannome di "Little Apple" (piccola mela).
Ospita la Kansas State University.